# Palpigera boliviana
Palpigera boliviana är en insektsart som först beskrevs av Bruner, L. 1916.  Palpigera boliviana ingår i släktet Palpigera och familjen syrsor. Inga underarter finns listade i Catalogue of Life.